# Kaiserliche Marine
Kaiserliche Marine (z niem. Cesarska Marynarka Wojenna) – marynarka wojenna Cesarstwa Niemieckiego, powstała w 1871 roku z przekształconej floty Związku Północnoniemieckiego. Początkowo była przewidywana głównie do obrony własnych wybrzeży i szlaków handlowych, wkrótce została zaangażowana we wspieranie niemieckich interesów imperialnych, a od lat 90. XIX wieku była sukcesywnie rozbudowywana. Wielkie zasługi dla jej rozwoju położył admirał Alfred von Tirpitz, od 1897 roku minister marynarki. W wyniku promowanych przez niego, a wspieranych przez cesarza Wilhelma II programów rozbudowy floty, Kaiserliche Marine stała się w latach poprzedzających I wojnę światową drugą potęgą morską świata, ustępując jedynie Royal Navy.
W trakcie działań wojennych w latach 1914–1918 okręty niemieckie brały udział w szeregu większych i mniejszych starć, poczynając od bitwy pod Coronelem, pierwszej od ponad stulecia porażki Royal Navy na morzu. W największym z nich, bitwie jutlandzkiej, Kaiserliche Marine odniosła taktyczne zwycięstwo, ale sytuacja strategiczna spowodowała niemal całkowite zaniechanie akcji dużych jednostek, przenosząc ciężar prowadzenia wojny na okręty podwodne.
W wyniku ustaleń rozejmu w Compiègne z 11 listopada 1918 roku niemal wszystkie spośród nowoczesnych okrętów floty cesarskiej zostały internowane w brytyjskiej bazie, w Scapa Flow. Tam też faktycznie zakończyła się historia Kaiserliche Marine, gdy dla uchronienia ich przed przejęciem przez zwycięzców, zostały 21 czerwca 1919 roku zatopione przez własne załogi.

## Pierwsze lata

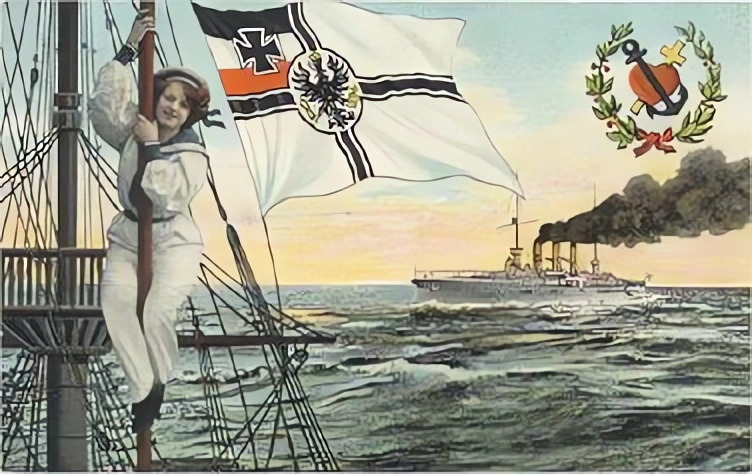
Niemiecka karta pocztowa z widoczną banderą wojenną wzoru obowiązującego do 1892

Zwycięstwo w wojnie francusko-pruskiej pozwoliło kanclerzowi Związku Północnoniemieckiego i premierowi Prus, Ottonowi von Bismarckowi, urzeczywistnić swe dążenia: 18 stycznia 1871 roku Wilhelm I Hohenzollern proklamował się w Wersalu cesarzem niemieckim. Marynarka wojenna II Rzeszy została powołana na mocy ustawy konstytucyjnej z 16 kwietnia 1871 roku. W akcie tym po raz pierwszy (Sekcja IX, Artykuł 53) została użyta nazwa Kaiserliche Marine. W istocie nastąpiła jedynie zmiana nazwy: flota Cesarstwa była dawną marynarką wojenną Związku Północnoniemieckiego (Marine des Norddeutschen Bundes), początkowo zachowano również tę samą banderę. Rozkaz cesarski z dnia 15 czerwca tego samego roku ustalał zasady dowodzenia flotą, przekazując je Ministrowi Marynarki z zachowaniem roli cesarza jako głównodowodzącego. Tymczasowym dowódcą floty został książę Adalbert Pruski. Od 1 stycznia 1872 roku Ministerstwo Marynarki otrzymało oficjalną nazwę Admiralicji Cesarskiej (Kaiserliche Admiralität). Jej pierwszym szefem został mianowany generał armii lądowej, Albert von Stosch. Wzorem Royal Navy, okręty floty cesarskiej otrzymały przed nazwą akronim SMS, pochodzący od słów Seiner Majestät Schiff (Okręt Jego Cesarskiej Mości).
W planach kanclerza Bismarcka nie było miejsca na silną flotę wojenną Cesarstwa. Wybór generała von Stoscha na stanowisko, dokonany z pominięciem admirałów Związku Północnoniemieckiego (w tym bohatera wojny 1864 roku, Eduarda von Jachmanna) był uzasadniony jego zdolnościami administracyjnymi i politycznymi a popierany przez znaczące osobistości, w tym Kronprinza. Polityka Bismarcka nie zamierzała wspierać niemieckiej ekspansji morskiej i kolonialnej, czego oczywistymi przejawami była rezygnacja w traktacie pokojowym z Francją (zawartym 10 maja 1871 roku we Frankfurcie) z przejęcia w ramach reparacji którejś z francuskich kolonii lub części floty pokonanych. Dla Kaiserliche Marine wyznaczone zostały jedynie zadania obrony własnego wybrzeża, zaś główną siłą broniącą Cesarstwa miała być potężna armia lądowa. Wyrażało się to również w całkowitym podporządkowaniu floty interesom armii.
Główną bazą marynarki zostało założone w 1869 roku Wilhelmshaven i kotwicowisko u ujścia Jade. W 1872 roku powstała Akademia Marynarki Wojennej (Marineakademie) w Kilonii. Rok później zainicjowano plan rozbudowy floty, przewidujący powstanie ośmiu fregat pancernych, sześciu korwet pancernych, siedmiu monitorów, 20 korwet, 18 kanonierek, 20 torpedowców oraz szeregu mniejszych i pomocniczych jednostek. Rozbudowane miały zostać stocznie marynarki w Gdańsku (Stocznia Cesarska), Kilonii i Wilhelmshaven. Postulaty przeznaczenia na realizację tego planu kwoty 218,5 miliona marek zostały drastycznie zredukowane przez Reichstag, przy poparciu kanclerza Bismarcka. W efekcie pierwsze nowe pancerniki kazamatowe dla marynarki cesarskiej powstały w stoczniach brytyjskich i francuskich.

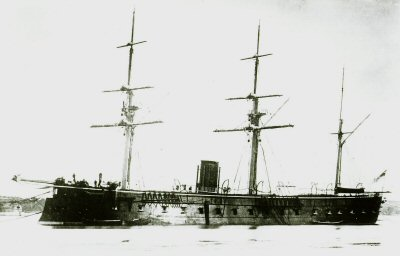
SMS „Friedrich Carl”

Pomimo wszystko jednostki Kaiserliche Marine zaczęły pojawiać się na wodach międzynarodowych. W 1873 roku zespół niemieckich okrętów: fregata pancerna „Friedrich Carl”, korweta pancerna „Elisabeth” i kanonierka „Albatross”, dowodzony przez komodora Reinholda von Wernera, został skierowany w rejon śródziemnomorskiego wybrzeża Hiszpanii, dla obrony życia i interesów przebywających tam Niemców w związku z niepokojami jakie wybuchły w tym kraju po proklamacji republiki. Operując w rejonie zajętej przez karlistów bazy floty w Kartagenie, Werner zdobył w energicznych akcjach trzy rebelianckie okręty, wysadzając ich załogi na ląd, a jednostki oddając rządowi hiszpańskiemu. Jego działania zyskały uznanie ze strony współpracujących z nim dowódców brytyjskich, rezydentów niemieckich w Hiszpanii oraz opinii publicznej i prasy w Cesarstwie. Wręcz przeciwna była reakcja kanclerza Bismarcka: Werner został, za nadmierną samodzielność i przekroczenie swych prerogatyw, pozbawiony dowództwa na morzu i przeniesiony na stanowisko szefa stoczni w Wilhelmshaven.
W latach 1874–1876 fregata „Gazelle” dowodzona przez komandora Georga von Schleinitza odbyła wyprawę badawczą dookoła świata. Jej kulminacyjnym punktem była obserwacja tranzytu Wenus na Wyspach Kerguelena w grudniu 1874 roku. Rozwój aspiracji kolonialnych Cesarstwa znajdował wyraz w coraz częstszych podróżach mniejszych jednostek na odległe akweny oraz rejsach szkoleniowych zespołów floty, podczas których bandera niemiecka była prezentowana w różnych portach świata, najczęściej w regionie śródziemnomorskim. Podczas jednego z nich, 31 maja 1878 roku w pobliżu brytyjskiego Folkestone, doszło na skutek błędów nawigacyjnych do zderzenia dwóch pancerników: „König Wilhelm” i „Großer Kurfürst”, w którym ten drugi zatonął wraz z 284 członkami załogi.
Również w 1878 roku rozpoczęła się stała obecność okrętów Kaiserliche Marine w Indiach Zachodnich. Pierwszym była fregata pancerna „Hansa” dowodzona przez komandora Karla Eduarda Heusnera, która już w styczniu następnego roku interweniowała w obronie interesów niemieckich podczas rewolucyjnych zamieszek w Wenezueli. Wkrótce, po opłynięciu południowego cypla Ameryki, dotarła w rejon wybrzeża peruwiańskiego, by we wrześniu zawinąć do portu w Callao. Jej obecność uchroniła miasto przed zbombardowaniem przez flotę chilijską podczas toczącej się pomiędzy oboma krajami wojny. W 1882 roku okręty niemieckie brały udział w interwencji w afrykańskim królestwie Dahomeju. W tym samym roku kanonierka „Hyäne” odbyła wyprawę badawczą na Wyspę Wielkanocną. Powoli rozbudowywana Kaiserliche Marine stawała się coraz znaczniejszą potęgą morską. W roku rezygnacji generała von Stoscha ze stanowiska szefa Admiralicji (7 marca 1883) była trzecią flotą świata, po Royal Navy i Marine Nationale, dysponując trzynastoma okrętami pancernymi, taką samą liczbą kanonierek oraz szeregiem mniejszych jednostek dostosowanych do służby kolonialnej. Wśród sfer rządzących rosła świadomość znaczenia istnienia silnej floty dla postępów dyplomacji i utrzymania mocarstwowej pozycji państwa. 17 września 1881 roku, wzorem brytyjskich, odbyła się pierwsza uroczysta parada morska na redzie Kilonii, w obecności cesarza Wilhelma I.
Następcą von Stoscha został również generał armii lądowej – Leo von Caprivi, oficer z bogatą kartą kariery w piechocie, ale zupełnie niezorientowany w sprawach marynarki. Był za to doskonałym wykonawcą zamierzeń kanclerza Bismarcka, podzielającym jego niechęć do ekspansji kolonialnej. Okres, w którym von Caprivi zarządzał marynarką, był czasem całkowitego oparcia strategii obrony państwa na armii lądowej. To jej podporządkowano priorytety zbrojeniowe, flocie pozostawiając jedynie środki pozwalające na zachowanie dotychczasowego stanu posiadania. W założeniach planistów Kaiserliche Marine miała podczas ewentualnej wojny spełniać wyłącznie rolę pomocniczą. W efekcie, o ile armia niemiecka była zdolna do walki na dwóch frontach, z Rosją i Francją jako przyszłymi przeciwnikami równocześnie, marynarka nie byłaby w stanie stawić czoła połączonym siłom rosyjskiej Floty Bałtyckiej i francuskiej Floty Atlantyckiej.

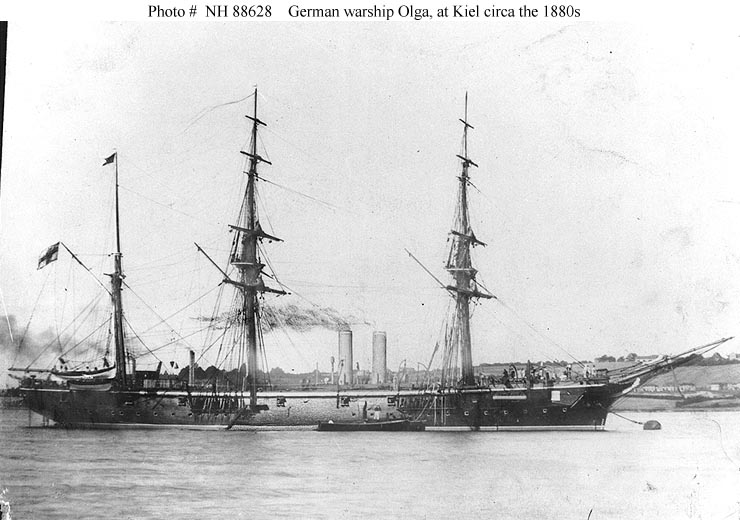
Korweta „Olga”, lata 80. XIX wieku

Realna aktywność Kaiserliche Marine przejawiała się jednak, pomimo oporów kanclerza, w akcjach kolonialnych. 4 lipca 1884 roku załoga kanonierki „Möwe” dokonała aneksji Bagidy w Togolandzie, gdzie ustanowiono niemieckiego gubernatora w osobie Gustawa Nachtigala, a dziesięć dni później podniosła flagę Cesarstwa w Kamerunie. W tym samym roku, w sierpniu, przy aktywnym udziale korwet „Elisabeth” i „Leipzig”, ustanowiono niemiecki protektorat nad terytorium na północ od rzeki Oranje w Afryce Południowej, dając początek Niemieckiej Afryce Południowo-Zachodniej, w październiku „Elisabeth” z kanonierką „Hyäne” zajęły Matupi w Archipelagu Bismarcka, a w listopadzie północne wybrzeże Papui. W 1885 roku, pod lufami kotwiczącej na wprost pałacu eskadry niemieckiej, przedstawiciele Cesarstwa zawarli korzystny układ z sułtanem Zanzibaru, na mocy którego uzyskali w dzierżawę pas wybrzeża Tanganiki. W październiku tegoż roku anektowano Wyspy Marshalla, w roku następnym Wyspy Salomona. Nie obyło się bez strat (w czerwcu 1885 roku korweta „Augusta” została wyrzucona przez sztorm na brzeg Zatoki Adeńskiej, zginęło 223 członków załogi) i konfliktów: próba aneksji Wysp Karolińskich przez kanonierkę „Iltis” w 1885 roku wywołała gwałtowny protest Hiszpanii, roszczącej sobie prawa do archipelagu. Aby uniknąć wojny, Bismarck oddał sprawę pod osąd arbitrażu papieskiego, który przyznał wyspy Hiszpanom, dając Niemcom prawo do założenia na jednej z nich stacji bunkrowej i swobodę handlu.
3 czerwca 1887 roku uroczyście położono kamień węgielny pod budowę Kanału Cesarza Wilhelma. Miał on skrócić drogę z Bałtyku na Morze Północne i dać swobodę ruchów okrętom niemieckim nawet w przypadku ewentualnej blokady Cieśnin Duńskich. W uroczystości brało udział 21 jednostek Kaiserliche Marine, w tym siedem pancerników, które uświetniły ją salutem armatnim. Była to już ostatnia rewia morska z udziałem cesarza Wilhelma I przed jego śmiercią 9 marca 1888 roku.

## Epoka wilhelmińska

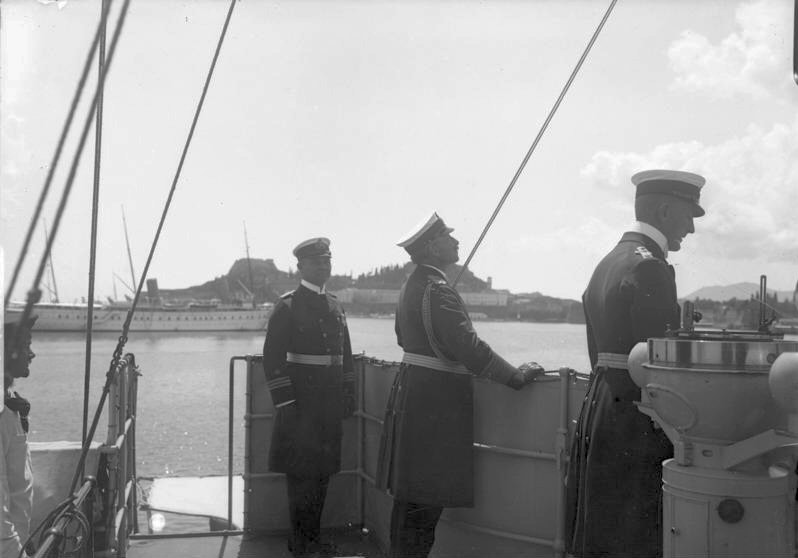
Cesarz Wilhelm II (w środku) na pokładzie małego krążownika „Geier”, 1894

Po krótkim panowaniu Fryderyka III, tron Rzeszy objął jego syn, Wilhelm II. Osobiście zafascynowany flotą, był już wcześniej mocno skonfliktowany z von Caprivim i całkiem jawnie wspierał opozycyjnych wobec niego oficerów marynarki. Po matce wnuk królowej Wiktorii, uważał brytyjską strategię morską za najlepszą na świecie, a Royal Navy za wzór do naśladowania. Wilhelm skorzystał wkrótce ze swych konstytucyjnych prerogatyw do osobistego dowodzenia marynarką i doprowadził do dymisji Capriviego. Jego następcą został mianowany wiceadmirał Alexander von Monts (w 1878 roku pechowy dowódca pancernika „Großer Kurfürst”), a po jego rychłej śmierci w styczniu 1889 roku wiceadmirał Max von der Goltz.
Przejęcie przez Wilhelma II osobistego zwierzchnictwa nad flotą zaowocowało również rozdziałem kompetencji skupionych dotąd w rękach Admiralicji. Urząd Marynarki Rzeszy (Reichsmarineamt) z szefem w randze ministra (pierwszym był Karl Eduard Heusner) sprawował ogólne kierownictwo nad budżetem i organizacją, zawiadując także sprawami budownictwa okrętowego; Naczelne Dowództwo (Oberkommando der Marine, pierwszym dowódcą był Max von der Goltz) zajmowało się pracami sztabowymi oraz planowaniem strategicznym i operacyjnym; cesarz zatrzymał dla siebie podejmowanie decyzji dotyczących szkolenia, spraw personalnych i możliwości awansu kadry oficerskiej. Do tych celów utworzono Gabinet Morski (Marinekabinett) przy jego osobie. Jego szefem w latach 1889–1899 był kapitan (późniejszy admirał) Georg Alexander von Müller, następnym admirał Gustav Freiherr von Senden-Bibran, który w 1906 roku ustąpił stanowisko powracającemu von Müllerowi.
Od listopada 1888 roku okręty Kaiserliche Marine, wspólnie z Royal Navy, prowadziły blokadę wschodniego wybrzeża Afryki, której głównym celem było zdławienie tzw. rewolty Abusziri. Podczas tych działań desantowane oddziały marynarzy oblegały między innymi Bagamoyo i starły się z muzułmanami pod Dar es Salaam. Walki w Afryce Wschodniej trwały aż do maja 1890 roku. Aktywizacja floty w tym regionie przyniosła pośredni zysk w postaci przekazania Cesarstwu przez Wielką Brytanię Helgolandu w zamian za odstąpienie Niemców od rozciągnięcia swego protektoratu na Zanzibar. Również w 1888 roku nastąpiła eskalacja konfliktu z Amerykanami o zwierzchnictwo nad Samoa. Na początku 1889 roku stacjonowały tam trzy jednostki Kaiserliche Marine. Uderzenie potężnego cyklonu, które nastąpiło 15 marca, spowodowało zniszczenie dwóch z nich i poważne uszkodzenia trzeciej oraz śmierć niemal stu członków ich załóg.
Rok 1890 stanowił ważną cezurę w historii Niemiec i dziedzinie zbrojeń morskich. 20 marca dymisję złożył kanclerz Bismarck, zdecydowany przeciwnik rozbudowy floty. W tym samym roku amerykański teoretyk wojny morskiej, Alfred Thayer Mahan, opublikował swą pracę The Influence of Sea Power upon History, 1660–1783, dając początek doktrynie nawalizmu. Jej podstawowe założenie, że potęga państwa zależy od jego siły na morzu, stanowiące adaptację myśli Clausewitza, znalazło zwolenników w wielu krajach, jednym z nich był cesarz Wilhelm II. Dążąc do wzmocnienia potęgi II Rzeszy i wykorzystując koniunkturę gospodarczą kraju, rozpoczął przemianę dotychczasowej marynarki, silnej, ale skupionej na obronie własnych wybrzeży, we flotę liniową z prawdziwego zdarzenia.
Nie zaniedbywano przy tym angażowania się w odległych regionach, w ramach tzw. polityki kanonierek. W latach 90. XIX wieku okręty niemieckie interweniowały w wielu zapalnych punktach świata. W sierpniu 1891 roku oddział 300 marynarzy, wspierany z morza przez macierzyste jednostki, obsadził wzgórza okalające Valparaíso w Chile, wymuszając na miejscowych władzach gwarancje bezpieczeństwa dla niemieckich rezydentów i ich majątków. Po wybuchu wojny japońsko-chińskiej w 1894 roku, do Korei została wysłana kanonierka „Iltis”, mająca zapewnić bezpieczeństwo niemieckiemu konsulowi w Seulu. W drodze jej załoga uratowała 220 chińskich rozbitków z bezludnej wysepki. 5 czerwca 1895 roku „Iltis” stoczył pojedynek artyleryjski z chińskimi fortami na Formozie, w obronie niemieckiego parowca „Arthur”. Kanonierka nie powróciła już z Azji na wody macierzyste: zatonęła w cyklonie 23 lipca 1896 roku, jedynie dziesięciu marynarzom udało się uratować.
Budowa silnej floty wymagała poparcia opinii publicznej. Od 1890 roku forum profesjonalnej debaty stał się „Marine Rundschau”, powołany na wzór podobnych periodyków francuskich i brytyjskich. 20 czerwca 1895 roku miała miejsce wspaniała międzynarodowa parada morska, z udziałem 53 okrętów z 16 państw oraz niemal całej Kaiserliche Marine, uświetniająca uroczystość zakończenia budowy Kanału Cesarza Wilhelma. W 1898 roku powstało Stowarzyszenie Floty Niemieckiej (Deutscher Flottenverein), popularyzujące sprawy marynarki w społeczeństwie, pod honorowym patronatem cesarskiego brata, księcia Henryka Pruskiego.

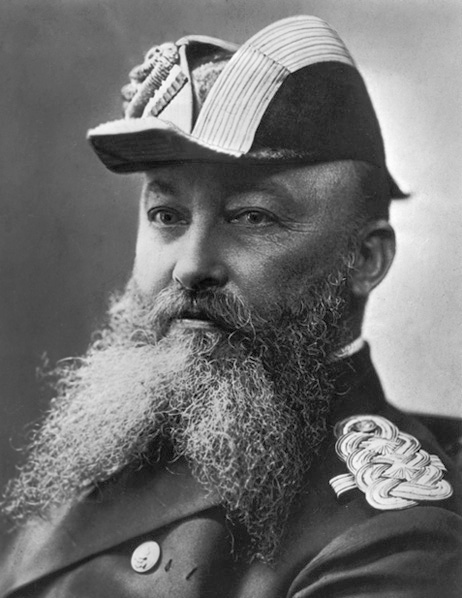
Alfred von Tirpitz

18 czerwca 1897 roku ministrem marynarki został admirał Alfred Tirpitz (od 1900 roku von Tirpitz). Zajmował to stanowisko do 1916 roku, przyczyniając się do powstania potęgi morskiej Cesarstwa. W chwili objęcia przez niego kierownictwa floty, Kaiserliche Marine była czwartą co do wielkości marynarką wojenną świata, po brytyjskiej, francuskiej i rosyjskiej i składała się z czterech nowych i siedmiu starych pancerników, ośmiu pancerników obrony wybrzeża, trzech wielkich i 16 małych krążowników, dwóch korwet i szeregu mniejszych jednostek. Dla Wilhelma II, Tirpitza czy ministra spraw zagranicznych (od 1900 roku kanclerza) Bernharda von Bülowa było jasne, że w przypadku wojny z koalicją francusko-rosyjską bądź Wielką Brytanią, flota Cesarstwa stoi na przegranej pozycji. Już w następnym roku po objęciu stanowiska Tirpitz przeforsował w Reichstagu pierwszą ustawę o flocie (Flottengesetz), przewidującą wzrost Kaiserliche Marine do siedemnastu okrętów liniowych, ośmiu monitorów, dziewięciu wielkich i 26 małych krążowników w ciągu kolejnych pięciu lat. Większość miała stworzyć ojczystą flotę liniową (Heimische Schlachtflotte, od 1907 roku przemianowaną na Hochseeflotte), część krążowników miała być przeznaczona do służby kolonialnej. Koszty rozbudowy oszacowano na 409 mln marek.
W 1899 roku zreorganizowano dotychczasowe Oberkommando der Marine, przekształcając je w sztab Admiralicji. Jego pierwszym szefem został mianowany kontradmirał Felix von Bendemann, wkrótce zastąpiony przez wiceadmirała Otto von Diederichsa. W kwietniu 1900 roku, wykorzystując wywołany wojną burską wzrost poczucia zagrożenia w społeczeństwie, Tirpitz przeprowadził w Reichstagu drugą ustawę o flocie, przewidującą podwojenie stanu liczebnego Kaiserliche Marine do 1907 roku. Wpisywało to Niemcy w coraz bardziej rozpędzający się wyścig zbrojeń morskich i spowodowało poważne zaniepokojenie władz brytyjskich. W tym samym roku Tirpitz przedstawił cesarzowi wizję przyszłej wojny z Wielką Brytanią, z uwzględnieniem elementu rozstrzygającej walnej bitwy morskiej na Morzu Północnym.
Na początku XX wieku głównym trzonem Kaiserliche Marine była flota zgrupowana w kraju, podzielona na eskadry: Morza Północnego, z główną bazą w Wilhelmshaven i Morza Bałtyckiego w Kilonii. W skład tzw. służb zagranicznych (Auslanddienst) wchodziły samodzielne eskadry Morza Śródziemnego, Afryki Wschodniej i Zachodniej, Wschodnioazjatycka, amerykańska i pacyficzna. Podlegały one, zarówno politycznie, jak i wojskowo, bezpośrednio cesarzowi i jego gabinetowi. Jeden z trzech istniejących batalionów piechoty morskiej stacjonował na stałe w Qingdao, mniejsze oddziały między innymi w Afryce Wschodniej i Kamerunie. Cesarz osobiście angażował się w politykę międzynarodową. Jednym z przykładów jego działania był pierwszy kryzys marokański. 31 marca 1905 roku do portu w Tangerze zawinął jacht „Hohenzollern” z Wilhelmem II na pokładzie. Jego przemówienie, w którym zapowiedział obronę niemieckich interesów w Maroku, spowodowało gwałtowną reakcję Wielkiej Brytanii i Francji i doprowadziło do zwołania międzynarodowej konferencji w Algeciras, której traktat końcowy był jednak niekorzystny dla interesów II Rzeszy i potwierdzał jej dyplomatyczną samotność wobec francusko-brytyjskiego entente cordiale.

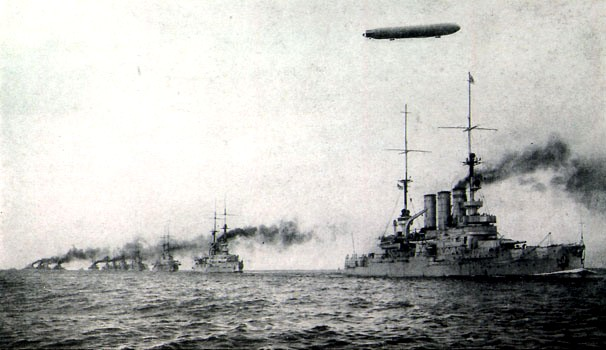
Eskadra okrętów liniowych Hochseeflotte

Pierwsza dekada XX wieku to okres niezwykle szybkiego rozwoju środków walki na morzu. Na znaczeniu zyskiwały nowe rozwiązania techniczne, jak torpedy i okręty projektowane specjalnie do ich przenoszenia: torpedowce i okręty podwodne (pierwszy U-Boot – U-1 – wszedł do służby w 1906 roku), czy nowy pędnik: turbina parowa. Gdy w 1906 roku Royal Navy wzbogaciła się o nowatorski w swej koncepcji okręt liniowy, „Dreadnought”, którego charakterystyki techniczne spowodowały zwrot w dziedzinie zbrojeń morskich, Kaiserliche Marine zareagowała zamówieniem zbliżonych jednostek nowej klasy, zwanej od prekursora drednotami. Pierwszy z nich, „Nassau”, wszedł do służby 1 października 1909 roku. Cztery jednostki jego typu i następnego typu Helgoland były jeszcze napędzane maszynami parowymi potrójnego rozprężania, pierwszymi niemieckimi drednotami o napędzie turbinowym były okręty typu Kaiser z lat 1912–1913. Jedną z idei strategicznych Tirpitza, przygotowywanych na wypadek wojny z Wielką Brytanią, była koncepcja wojny krążowniczej, zapożyczona z doktryny francuskiej Jeune École. Aby skutecznie razić szlaki żeglugowe przeciwnika, niezbędne były okręty o specyficznych właściwościach: dużej prędkości i zasięgu oraz niezłym uzbrojeniu artyleryjskim. Warunki te spełniała klasa określana w Niemczech jako małe krążowniki (w istocie pancernopokładowe a później lekkie). W latach 1900–1914 wcielono do służby 34 jednostki tej klasy, w czasie pokoju skutecznie reprezentujące banderę niemiecką w posiadłościach kolonialnych, podczas wojny mogące działać na liniach żeglugowych przeciwko nieprzyjacielskiej flocie handlowej bądź prowadzić rozpoznanie na rzecz własnej floty liniowej.

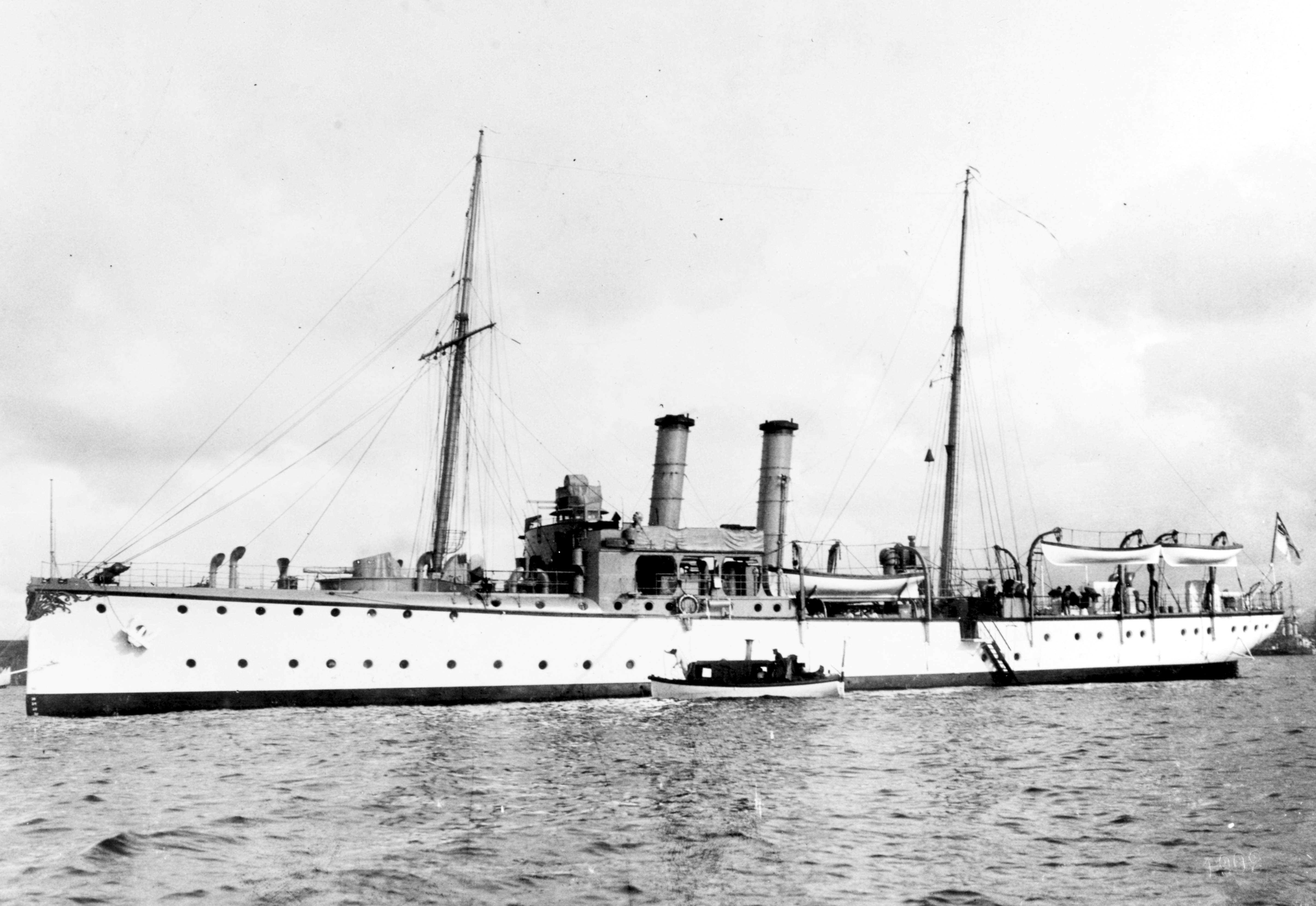
Kanonierka „Panther”, przyczyna kryzysu agadirskiego

Napięcie międzynarodowe pomiędzy mocarstwami dawało o sobie znać w kolejnych incydentach, najczęściej dotyczących podziału wpływów w koloniach. Jednym z nich był drugi kryzys marokański, lepiej znany jako kryzys agadirski. W 1911 roku Niemcy, pod pretekstem ochrony interesów własnych obywateli, wysłali do Maroka kanonierkę „Panther”. Jej wpłynięcie do portu w Agadirze, 1 lipca, wywołało gwałtowną negatywną reakcję w Wielkiej Brytanii i Francji. W Royal Navy ogłoszono mobilizację na wypadek wojny. Ostatecznie Niemcy wyrazili zgodę na francuski protektorat nad Marokiem, uzyskując jako rekompensatę w porozumieniu z 4 listopada pas posiadłości na terenie Konga francuskiego. Konsekwencją kryzysu agadirskiego było dalsze zbliżenie Wielkiej Brytanii i Francji, także na polu militarnym.
W odpowiedzi na jakościowy i ilościowy rozwój Royal Navy, Tirpitz przeprowadził w Reichstagu kolejne nowelizacje ustaw o flocie (w 1906, 1908 i 1912 roku). Zakładały one stworzenie do 1920 roku floty liniowej złożonej z 61 okrętów liniowych (łącznie pancerników i krążowników liniowych), budowanych w tempie nie mniej niż trzech rocznie. Plany te stanowiły poważne obciążenie dla budżetu Cesarstwa i, pomimo wszelkich prób odsunięcia parlamentu od bieżących decyzji o finansach marynarki, w 1912 roku Tirpitz został zmuszony do zredukowania wydatków na zbrojenia. Tym niemniej, od początku XX wieku do 1914 roku wydatki Kaiserliche Marine zwiększyły się trzyipółkrotnie. W przededniu wybuchu I wojny światowej marynarka cesarska liczyła, nie licząc mniejszych okrętów, 15 drednotów, 22 przeddrednoty oraz pięć krążowników liniowych i stanowiła, po Royal Navy, drugą potęgę morską świata.

## I wojna światowa

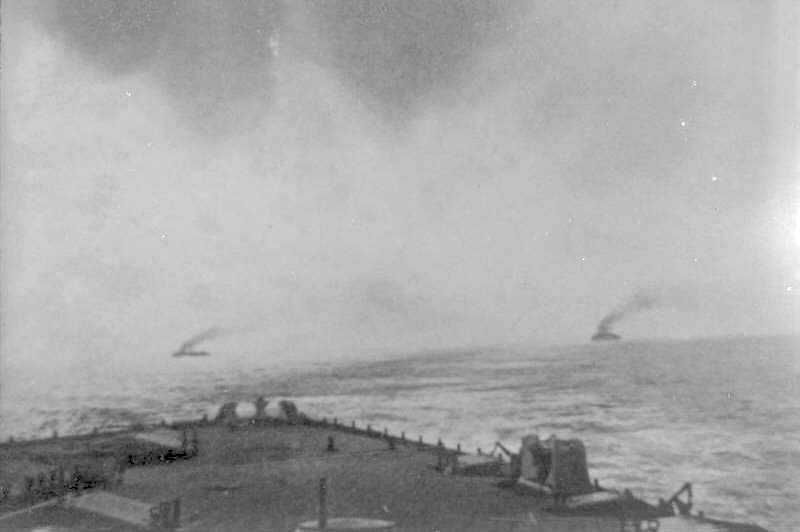
Brytyjski pościg widziany z pokładu „Goebena”

Pierwszymi operacjami okrętów Kaiserliche Marine w sierpniu 1914 roku były działania Eskadry Śródziemnomorskiej, złożonej z krążowników: liniowego „Goeben” i lekkiego „Breslau”. Po zbombardowaniu rankiem 4 sierpnia portów Philippeville i Bône we Francuskiej Afryce Północnej, eskadra dowodzona przez kontradmirała Wilhelma Souchona wymknęła się brytyjskiemu pościgowi i dotarła do Konstantynopola, gdzie obydwa okręty zostały formalnie (ale nie faktycznie) przekazane marynarce wojennej Imperium osmańskiego. 28 sierpnia 1914 roku doszło do pierwszego poważniejszego starcia na morzu w tej wojnie. W pierwszej bitwie koło Helgolandu zwycięstwo, przy swej przygniatającej przewadze, odniosła Royal Navy.
Pierwsze poważne sukcesy odniosły U-Booty. 2 września U-21 storpedował brytyjski krążownik lekki „Pathfinder” i był to pierwszy przypadek zatopienia okrętu przez torpedę wystrzeloną z okrętu podwodnego. 22 września U-9 pod komendą Kapitänleutnanta Ottona Weddigena zatopił trzy brytyjskie krążowniki pancerne a 15 października krążownik pancernopokładowy „Hawke”. Eskadra Wschodnioazjatycka admirała von Spee wyruszyła w daleką podróż z Qingdao przez Pacyfik w kierunku wybrzeży Ameryki Południowej. 30 września zostało zbombardowane Papeete w Polinezji Francuskiej. 1 listopada Niemcy odnieśli w bitwie pod Coronelem zdecydowane zwycięstwo nad brytyjską Eskadrą Indii Zachodnich, po czym skierowali się wokół przylądka Horn na Południowy Atlantyk. Do ich poszukiwania zmobilizowano kilka zespołów okrętów brytyjskich, australijskich i japońskich. 8 grudnia 1914 roku, w starciu pod Falklandami eskadra admirała Von Spee została rozgromiona przez Brytyjczyków.
Kaiserliche Marine odnosiła także sukcesy w wojnie krążowniczej. Wydzielony do zwalczania żeglugi na Oceanie Indyjskim, z Eskadry Dalekowschodniej, mały krążownik „Emden” działał z sukcesami przez trzy miesiące, aż do 9 listopada 1914 roku, gdy został pokonany w bitwie koło Wysp Kokosowych przez australijski „Sydney”. „Karlsruhe” zatopił do 4 listopada 1914 roku 17 jednostek handlowych u wschodnich wybrzeży obu Ameryk, zanim zatonął w wyniku przypadkowej eksplozji w komorach amunicyjnych. Inne krążowniki działały z mniejszymi sukcesami, ale samo stwarzanie przez nie zagrożenia dla żeglugi brytyjskiej zmuszało Royal Navy do utrzymywania sporych sił morskich na odległych akwenach.
Na Morzu Północnym, uważanym przez dowództwo Kaiserliche Marine za najważniejszy obszar działań, wobec przewagi liczebnej Grand Fleet Niemcy przyjęli taktykę zaskakujących wypadów ofensywnych, których celem miało być wciągnięcie w zasadzkę mniejszych grup okrętów brytyjskich i zniszczenie ich przed podjęciem ewentualnych prób doprowadzenia do decydującej bitwy. W większości takich operacji wykorzystywana była 1. Grupa Rozpoznawcza (1. Aufklärungsgruppe), kontradmirała Franza von Hippera. Ataki na Yarmouth (3 listopada) oraz Scarborough, Hartlepool i Whitby (16 grudnia 1914 roku), nie przyniosły spodziewanych efektów. Pierwszym starciem na wodach europejskich, w którym po obydwu stronach użyte zostały duże jednostki bojowe, była bitwa na Dogger Bank z 24 stycznia 1915 roku, gdy Hochseeflotte straciła krążownik pancerny „Blücher” i 960 marynarzy. W 1915 roku część okrętów niemieckich działała także na Bałtyku. W sierpniu miała miejsce bitwa w Zatoce Ryskiej, jednak próby wyparcia Rosjan z regionu zostały zniweczone udanymi działaniami brytyjskich okrętów podwodnych.
W marcu 1916 roku admirał Tirpitz ustąpił ze stanowiska. W dniach 31 maja i 1 czerwca tegoż roku stoczona została największa bitwa flot liniowych w I wojnie światowej, zwana jutlandzką lub, w Niemczech, bitwą na Skagerraku. Hochseeflotte odniosła w niej niewątpliwe taktyczne zwycięstwo, zatapiając trzy brytyjskie krążowniki liniowe, trzy krążowniki pancerne i osiem niszczycieli za cenę jednego krążownika liniowego, jednego przeddrednota, czterech krążowników lekkich i pięciu dużych torpedowców. Także niemieckie straty osobowe były ponad dwukrotnie mniejsze. Jednak w ostatecznym efekcie Grand Fleet zachowała inicjatywę strategiczną, nie odstępując od blokady portów niemieckich a podstawowy cel walnej bitwy morskiej, którym miała być zmiana statycznej sytuacji na froncie lądowym, nie został zrealizowany.

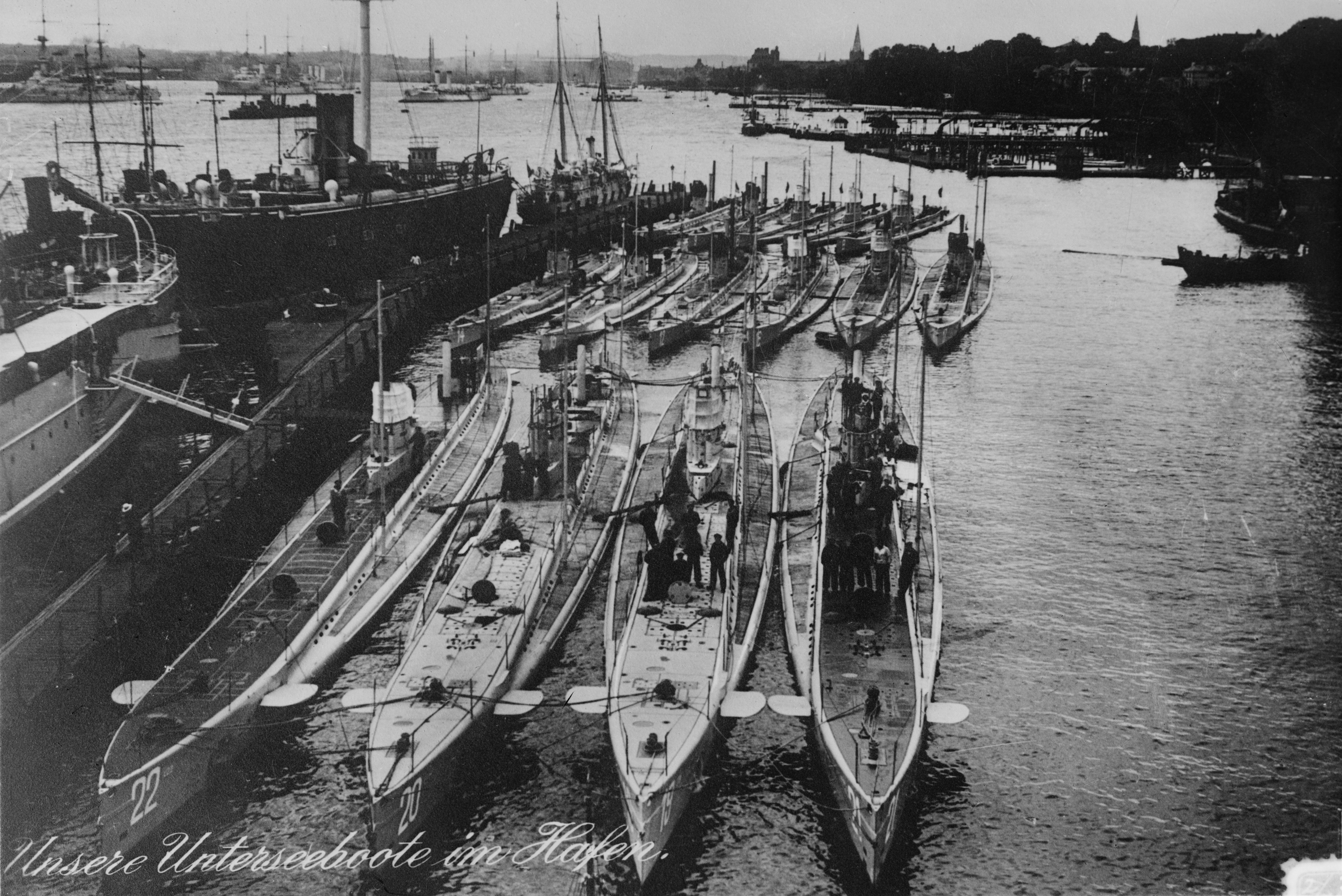
U-Booty w bazie w Kilonii, 1914

Po bitwie jutlandzkiej dowództwo Kaiserliche Marine nie angażowało przez pewien czas dużych okrętów w akcjach ofensywnych, skupiając całą energię na zwalczaniu brytyjskich linii żeglugowych. Idealnym narzędziem do tych celów okazały się być okręty podwodne. 4 lutego 1915 roku wody wokół Wysp Brytyjskich zostały ogłoszone przez Niemcy strefą wojenną, w której nie obowiązują konwencje dotyczące prowadzenia wojny podwodnej. Godziło to również w statki neutralnych bander, które stanowiły około 1/4 wszystkich płynących do portów brytyjskich. 7 maja tegoż roku U-20 zatopił liniowiec pasażerski „Lusitania”, na którym zginęło 1198 osób, w tym 128 Amerykanów. Po ostrej reakcji dyplomacji Stanów Zjednoczonych, obawiając się ich przystąpienia do wojny, Niemcy odstąpili od nieograniczonej wojny podwodnej. W 1917 roku Kaiserliche Marine ponownie zintensyfikowała wojnę podwodną, przystępując do tej fazy zmagań z o wiele większą liczbą U-Bootów. Efektem było zatopienie przez nie w ciągu roku 3170 alianckich i neutralnych statków o łącznej ładowności blisko 6 milionów BRT. Największe straty poniosła flota handlowa w kwietniu. Przystąpienie Stanów Zjednoczonych do wojny po stronie aliantów i wprowadzenie systemu konwojów spowodowało ograniczenie sukcesów U-Bootów i zwiększenie ich strat. Ogółem podczas wojny, z 390 okrętów podwodnych wybudowanych przed i podczas I wojny światowej, Kaiserliche Marine straciła z przyczyn operacyjnych 189.
W październiku 1918 roku Cesarstwo Niemieckie znalazło się w bardzo trudnej sytuacji. Zwycięska ofensywa ententy, wycofywanie się z działań wojennych kolejnych sprzymierzeńców oraz rewolucyjne wrzenie w samych Niemczech spowodowały podjęcie przez nowego kanclerza, księcia Maksymiliana Badeńskiego, rozmów o zawieszeniu broni z aliantami. Reakcją dowodzącego od sierpnia 1918 roku Kaiserliche Marine admirała Reinharda Scheera, niewyrażającego (podobnie jak większość dowódzców armii i floty niemieckiej) zgody na zaprzestanie działań wojennych, było opracowanie planu decydującej bitwy morskiej z brytyjską Royal Navy. Miał go wykonać admirał Franz von Hipper z podległą mu Hochseeflotte. Okręty admirała Hippera wyszły na redę bazy w Wilhelmshaven w nocy z 29 na 30 października 1918 roku. Jednak niemieccy marynarze nie zamierzali brać udziału w tej, w zasadzie samobójczej, misji i odmówili wykonywania rozkazów. W obliczu otwartej rewolty admirał Hipper nakazał okrętom powrót do portów w Wilhelmshaven i Kilonii. Ostatecznie Niemcy zgodziły się na podpisanie 11 listopada 1918 roku rozejmu w Compiègne, kończącego I wojnę światową. Na mocy tego traktatu okręty Kaiserliche Marine miały zostać rozbrojone i poddane kontroli sprzymierzonych. U-Booty miały zostać wydane ostatecznie i bez prawa do zwrotu, natomiast jednostki nawodne poddane internowaniu na czas trwania rozmów pokojowych. Miejscem internowania była brytyjska baza w Scapa Flow na Orkadach. Na niemieckich okrętach pozostawiono jedynie szkieletowe załogi. 21 czerwca 1919 roku, w obawie przed niekorzystnymi zapisami traktatu pokojowego, na mocy którego zwycięzcy mogliby przejąć byłą flotę cesarską, dowodzący internowanym zespołem admirał Ludwig von Reuter wydał rozkaz o samozatopieniu. Na dno poszło dziesięć pancerników, po pięć krążowników liniowych i lekkich oraz 32 niszczyciele. Nigdy wcześniej i nigdy potem jednego dnia nie zatopiono tak wielu okrętów.
W wyniku traktatu wersalskiego pozostałości Kaiserliche Marine zostały podzielone pomiędzy zwycięskie państwa. Powstałej na gruzach Cesarstwa Republice Weimarskiej pozostawiono jedynie nieliczne stare jednostki, które weszły w skład Reichsmarine, republikańskiej marynarki wojennej.

## Insygnia

Bandera ministra marynarki
Bandera dowódcy marynarki wojennej
Bandera Wielkiego Admirała
Bandera wiceadmirała
Bandera kontradmirała